# Ferenc Bihar

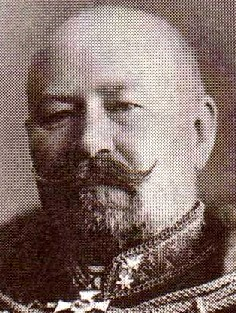
György Bartal, 1862

Ferenc Bihar, seit 1910 Bihar von Barabásszegh (auch Ferenc Bihari, * 20. Dezember 1847 in Debrecen als Ferenc Valkovics; † 17. Mai 1920 in Budapest) war ein ungarischer Feldzeugmeister und k.u. Landesverteidigungsminister (1905/06).

## Leben
Nach militärischer Ausbildung wurde Bihar an der Ludovika-Akademie in Budapest Lehrer des Lehrgangs für Stabsoffiziere. 1884/85 diente er als Offizier in der Kommandantur des III. Honvédbezirks in Kassa. Von 1888 bis 1896 arbeitete er für das k.u. Landesverteidigungsministerium im Rang eines Oberst. 1896 wurde er vorübergehend Leiter des Lehrgangs für Stabsoffiziere an der Ludovika-Akademie und Leiter der I. Gruppe im Landesverteidigungsministerium. Ein Jahr später wurde Bihar zum Kommandanten des V. Honvédbezirks in Székesfehérvár ernannt. Im Zuge der Ungarische Krise (1905) wurde Bihar in der Beamtenregierung von Ministerpräsident Géza Fejérváry zum Landesverteidigungsminister ernannt. 1906 ging er im Rang eines Feldzeugmeisters in den Ruhestand und wurde 1910 nobilitiert. 